# Woodwalkers
Woodwalkers  och Seawalkers är en tysk barnbokserie av Katja Brandis som började ges ut i Tyskland 2016. I Tyskland ges boken ut av Arena Verlag och i Sverige av Tukan förlag. Katja Brandis (författare av böckerna) sade i december 2019 att böckerna hade sålts i 560 000 exemplar.

## Innehåll
Huvudpersonen heter Carag som är en Woodwalker. En woodwalker är ett djur som kan förvandla sig till människa. Carag är en puma vandrare. Som bor hos sin fosterfamilj. De vet inte att han är en woodwalker. Men hans fostersyster Melody vet att han är en woodwalker. 

## Böcker (WoodwalkersochSeawalkers)
Seawalkers är en serie av samma författare i samma universum.

### Woodwalkers
| Tyskspråkigt namn        | Utgivning | Svenskspråkigt namn | Utgivning |
| ------------------------ | --------- | ------------------- | --------- |
| Carags Verwandlung       | 2016      | Carags förvandling  | 2019      |
| Gefährliche Freundschaft | 2017      | Farlig vänskap      | 2019      |
| Hollys Geheimnis         | 2017      | Hollys hemlighet    | 2020      |
| Fremde Wildnis           | 2018      | Främmande vildmark  | 2020      |
| Feindliche Spuren        | 2018      | I fiendens spår     | 2021      |
| Tag der Rache            | 2019      | Hämndens dag        | 2021      |

### Seawalkers
Seawalkers är en serie av samma författare i samma universum. Den är en uppföljare till Woodwalkers.
| Tyskspråkigt namn      | Utgivning | Svenskspråkigt namn | Utgivning |
| ---------------------- | --------- | ------------------- | --------- |
| Gefährliche Gestalten  | 2019      | Farligt uppdrag     | 2021      |
| Rettung für Shari      | 2020      | Sharis räddning     | 2021      |
| Wilde Wellen           | 2020      | Vilda vågor         | 2022      |
| Ein Riese des Meeres   | 2021      | Havets jätte        | 2022      |
| Filmstars unter Wasser | 2021      | Havets stjärnor     | 2023      |
| Im Visier der Python   | 2022      | I pytonormens grepp | 2023      |

### Woodwalkers och vänner
Woodwalkers och vänner är en extraserie som handlar om olika karaktärer.
| Tyskspråkigt namn       | Utgivning | Svenskspråkigt namn    | Utgivning |
| ----------------------- | --------- | ---------------------- | --------- |
| Katzige Gefährten       | 2020      | Farlig sommar          | 2022      |
| Zwölf Geheimnisse       | 2021      | Tolv hemligheter       | 2022      |
| Wilder Kater weite Welt | 2022      | Vild katt vida världen | Okänt     |

### Woodwalkers: Die Rückkehr(inget svenskt namn)
Woodwalkers: Die Rückkehr är andra säsongen av Woodwalkers som ej ännu har släppts på svenska.
|  | 2022 | vandrarens arv     | Okänt | formeras herre |  | Okänt | Okänt |
|  | 2023 | Lejoninnans muller | Okänt |                |  |       |       |

## Utspelningsplats
Böckerna utspelar sig för den mesta delen i Jackson Hole i Wyoming (Woodwalkers) och Key Largo i Florida (Seawalkers). Det är där som skolorna Clearwater High och Blue Reef High ligger.  
Andra märkvärdiga skolor är: 
- Colego La Chamba - Costa Rica
- Redcliff High - Kalifornien
- Narawandu School - Namibia

## Karaktärer

### Woodwalkers
De flesta karaktärerna i böckerna är Woodwalkers. Här är de viktigaste av dem:
- Carag Goldeneye
- Holly Lewis
- Brandon Herschel Jr.
- Tikaani Blue Cloud
- Jeffrey Quickpaw Baker
- Lou Ellwood
- Dorian Freeport
- Nell Greenbaum
- Shadow & Wing Feather
- Andrew Milling
- Lissa Clearwater
- James Bridger

### Seawalkers
De viktigaste av Seawalkers:
- Tiago Anderson
- Shari Seaborn
- Jasper Tilman
- Finny Greyson
- Chris Jacobsen
- Edward ”Rocket” Albright
- Ella Lennox
- Jack Clearwater
- Lydia Lennox
- Alan Dorn
- Ferrin Garcia
- Alisha White (Kim Deepwater)